# Lista dos objetos astronômicos mais distantes
Esta é uma lista dos objetos astronômicos mais distantes conhecidos.
Além das galáxias que são relativamente perto de nós, todos os objetos astronômicos além da Via Láctea, a distância é calculada com base no desvio para o vermelho cosmológico que sua luz emitida. Pela sua natureza, objetos muito distantes tendem a aparecer mais fraco, e a determinação da distância real é difícil e sujeita a erros. A medição pode ser calculada através de duas técnicas: espectroscópica e o desvio para o vermelho fotométrica. O primeiro é geralmente considerada mais precisa e fiável porque o desvio para o vermelho fotométrica, tende a produzir erros devido a interferências de fontes de desvio para o vermelho no espectro inferior e incomum. Para o método da espectroscopia é considerada essencial se você precisar calcular a distância de um objeto remoto de forma definitiva, enquanto a fotometria determina as fontes redshift de candidatos a ser contado entre objetos muito distantes. Para a sua distinção do ponto de vista descritivo, para a fotometria para z redshift é adicionado um p (z p ).

## Objetos mais distantes confirmados
| Nome                    | Redshift (z) | Distância (Bilhões de ano luz) | Tipo                  | Notas               |
| ----------------------- | ------------ | ------------------------------ | --------------------- | ------------------- |
| GN-z11                  | z=11,1       | 13,4                           | Galáxia               | Galáxia confirmada  |
| EGSY8p7                 | z=8,68       | 13,2                           | Galáxia               | Galáxia confirmada  |
| GRB 090423              | z=8,2        | 13,095                         | Explosão de raio gama | [ 3 ] [ 4 ]         |
| EGS-zs8-1               | z=7,73       | 13,044                         | Galáxia               | Galáxia confirmada  |
| z8 GND 5296             | z=7,51       | 13,02                          | Galáxia               | Galáxia confirmada  |
| SXDF-NB1006-2           | z=7,215      | 12,91                          | Galáxia               | Galáxia             |
| GN-108036               | z=7,213      | 12,91                          | Galáxia               | Galáxia confirmada  |
| BDF-3299                | z=7,109      | 12,9                           | Galáxia               | [ 11 ]              |
| ULAS J1120+0641         | z=7,085      | 12,9                           | Quasar                | [ 13 ]              |
| A1703 zD6               | z=7,045      | 12,89                          | Galáxia               | [ 9 ]               |
| BDF-521                 | z=7,008      | 12,89                          | Galáxia               | [ 11 ]              |
| G2-1408                 | z=6,972      | 12,88                          | Galáxia               | [ 9 ] [ 14 ]        |
| IOK-1                   | z=6,964      | 12,88                          | Galáxia               | Lyman-alpha emitter |
| LAE J095950.99+021219.1 | z=6,944      |                                | Galáxia               | Galáxia fraca       |

## Candidatos a objetos mais distantes
| Nome          | Redshift (z) | Distância (Bilhões de ao luz) | Tipo                    | Notas |
| ------------- | ------------ | ----------------------------- | ----------------------- | --- |
| UDFj-39546284 | zp≅11,9?     | 13,37                         | Protogaláxia            | Este é um candidato protogaláxia. Embora as análises recentes têm sugerido que é provável que seja uma fonte de desvio para o vermelho inferior.   |
| MACS0647-JD   | zp≅10,7      | 13,3                          | Galáxia                 | Candidato na galáxia mais distante, apareceu graças ao efeito de lente gravitacional pela interposição de um aglomerado de galáxias.               |
| M0416 8958    | zp≅10,112    | 13,3                          | Galáxia ou protogaláxia | candidato a galáxia ou protogaláxia |
| A2744-JD      | zp≅9,8       | 13,2                          | Galáxia                 | A mais fraca galáxia conhecida com z ~ 10. |
| MACS J1149-JD | zp≅9,6       | 13,2                          | Galáxia ou protogaláxia | candidato a galáxia ou protogaláxia |
| GRB 090429B   | zp≅9,4       | 13,14                         | Explosão de raio gama   | O redshift fotométrica é bastante incerto, com um limite inferior para o redshift z> 7.                                                            |
| UDFy-33436598 | zp≅8,6       | 13,1                          | Galáxia ou protogaláxia | candidato a galáxia ou protogaláxia |
| UDFy-38135539 | zp≅8,6       | 13,1                          | Galáxia ou protogaláxia | Candidato a galáxia ou protogaláxia. Inicialmente (2010) foi premiado com um redshift de z = 8,55 espetroscópio, mas mais tarde provou ser errada. |
| BoRG-58       | zp≅8         | 13                            | Aglomerado de galáxias  | [ 34 ] |
| A1689-zD1     | zp≅7,6       | 13                            | Galáxia ou protogaláxia | Candidato a galáxia ou protogaláxia |